# 3e Golden Globe Awards
De 3e Golden Globe Awards, waarbij prijzen werden uitgereikt in verschillende categorieën voor de beste Amerikaanse films, vonden plaats op 30 maart 1946 in het Knickerbocker Hotel in Los Angeles, Californië. De winnaars waren op 6 maart aangekondigd.

## Winnaars

#### Beste film
The Lost Weekend

#### Beste regisseur
Billy Wilder - The Lost Weekend

#### Beste acteur
Ray Milland - The Lost Weekend

#### Beste actrice
Ingrid Bergman - The Bells of St. Mary's

#### Beste mannelijke bijrol
J. Carrol Naish - A Medal for Benny

#### Beste vrouwelijke bijrol
Angela Lansbury - The Picture of Dorian Gray

#### Beste film voor bevorderen van internationaal begrip
The House I Live In